# Жамагирк

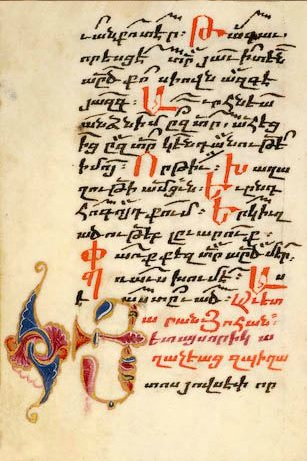
Страница из рукописи «Жамагирка» с музыкальными нотациями

Жамагирк (арм. Ժամագիրքо файле [ʒɑmɑɡíɾkʰ], дословно Книга часов), также Ахотаматуйц (арм. Աղոթամատույցо файле [ɑʁotʰɑmɑtújt͡sʰ]) — армянская богослужебная книга, содержащая суточные молитвы, шараканы, проповеди и церковные песни. Иногда содержит и календарные таблицы для уточнения церковных праздников, а также хронологический список католикосов. Аналог православного «Часослова» и католического «Бревиария».

## Исторический очерк
Первые «Жамагирки» были составлены усилиями армянских просветителей V века — Саака Партева, Месропа Маштоца, Гюта Арахезаци и Иоанна Мандакуни, на основе переводов псалмов и молитв с греческого. Позже постепенно редактировался и дополнялся вплоть до XVII века. В обогащении сборника существенную роль сыграли Степанос Сюнеци (VII в.), Ованес Саркаваг (XI—XII вв.), Нерсес Шнорали (XII в.), Григор Татеваци (XIV в.) и Товма Мецопеци (XV в.). Особую ценность представляют богослужебные песни Нерсеса Шнорали. Существуют две основные редакции — «Жамагирк» и «Жамагирк Атени» (также именуемый «Майр жамагирк»), второй содержит в конце «Псалтырь» и «Тонацуйц». По структуре похож на греческий «Часослов», однако отличается по содержанию и порядку. Имеет важное значение для изучения армянской средневековой музыки. В XVIII—XIX веках в некоторых школах армянских колоний Европы (в частности, в городе Куты) из-за отсутствия букваря ученики учились читать по «Жамагирку».
Сохранился в многочисленных рукописях. Впервые опубликован Абгар Дпиром в 1568 году в Константинополе, а «Жамагирк Атени» Хачатуром Кесараци в 1642 году в Новой Джульфе. В 1877 году в Вагаршапате был опубликован первый «Жамагирк» с армянскими музыкальными нотациями.